# 1411

## Události
- po smrti moravského markraběte Jošta se Morava vrátila pod přímou vládu českého krále
- ve Francii epidemie černého kašle
- Aragonské království a Portugalsko uzavírají mír
- Řád německých rytířů a Polsko-litevská unie uzavřely tzv. Toruňský mír

### Probíhající události
- 1405–1433:Plavby Čeng Chea
- 1406–1428: Čínsko-vietnamská válka
- 1409–1411: Polsko-litevská válka s Řádem německých rytířů
- 1402–1413:Osmanské interrengnum

## Narození
- 21. září – Richard Plantagenet, 3. vévoda z Yorku, anglický princ a státník († 1460)
- Juan de Mena, španělský básník († 1456)

## Úmrtí
- 18. ledna – Jošt Moravský, moravský markrabě (* 1351)
- 12. dubna – Robert I. z Baru, vévoda z Baru (* 1344)
- 3. června – Leopold IV. Habsburský, vévoda rakouský a hrabě tyrolský (* 1371)
- 26. července – Eliška Norimberská, královna římskoněmecká jako manželka Ruprechta III. Falckého (* 1358)
- ? – Devlet Hatun, anatolská princezna, konkubína osmanského sultána Bayezida II. a matka sultána Mehmeda I. (* ?)

## Hlavy státu
- České království – Václav IV.
- Moravské markrabství – Jošt Moravský
- Svatá říše římská – Zikmund Lucemburský – Jošt Moravský
- Papež – papežské schizma
- Anglické království – Jindřich IV.
- Skotsko – Jakub I. Skotský
- Francouzské království – Karel VI.
- Polské království – Vladislav II. Jagello
- Uherské království – Zikmund Lucemburský
- Byzantská říše – Manuel II. Palaiologos
- Moskevské knížectví – Vasilij I. Dmitrijevič
- Osmanská říše – interregnum
- Portugalské království – Jan I. Portugalský
- Kastilie – Jan II. Kastilský
- Dánsko, Norsko, Švédsko – Markéta I. Dánská (Kalmarská unie)